# Looper (film)
Looper is een Amerikaanse sciencefictionfilm uit 2012 geschreven en geregisseerd door Rian Johnson. De hoofdrollen worden gespeeld door Bruce Willis, Joseph Gordon-Levitt en Emily Blunt.
Looper was de openingsfilm op het internationaal filmfestival van Toronto in 2012.

## Verhaal
In 2074 is tijdreizen uitgevonden, maar onmiddellijk verboden. Omdat trackingtechnologie het nagenoeg onmogelijk heeft gemaakt om vermoorde personen te verbergen, ontdoen misdaadorganisaties zich van hun slachtoffers door ze terug te sturen naar het verleden. Daar worden ze prompt doodgeschoten door zogenaamde loopers: huurmoordenaars die betaald worden met zilver dat is vastgebonden aan het doelwit. Om elk bewijs van hun relatie uit te wissen gaat de looper akkoord met een speciale voorwaarde: als de baas zijn contract opzegt, wordt zijn toekomstige versie teruggestuurd naar het verleden om door zijn jongere ik doodgeschoten te worden. Dit wordt "het sluiten van de lus" genoemd. De jonge looper wordt hiervoor met goud betaald en mag van 30 jaar pensioen genieten.
In 2044 is Joe Simmons (Joseph Gordon-Levitt) een looper voor een misdaadorganisatie in Kansas. Zijn baas, Abe (Jeff Daniels), is vanuit de toekomst gekomen om de loopers te begeleiden. Abe is ook eigenaar van de club die Joe bezoekt en waar hij zijn tijd besteedt met showgirl Suzie. Abe bepaalt ook zijn eigen groep van veiligheidsinstanties, de "Gat-mannen", met inbegrip van de onzekere Kid Blue, die zich wanhopig probeert te bewijzen bij Abe.
Op een nacht bezoekt Joes vriend Seth Richards (Paul Dano) hem in paniek. Hij vertelt hem dat hij niet in staat was om de lus te sluiten toen zijn toekomstige versie naar hem werd teruggestuurd. Voordat zijn toekomstige ik ontsnapte, heeft die het over een zekere "Rainmaker": een meesterbrein dat de georganiseerde misdaad heeft overgenomen en om een onbekende reden alle lussen aan het sluiten is. Eerst doet Joe een poging Seth te beschermen, maar uiteindelijk verraadt hij hem bij Abe.
De maffia pakt Seth op en begint hem te verwonden. Daardoor krijgt de oudere versie van Seth ook deze verwondingen. Hierdoor dwingen ze hem naar hen te komen om hem vervolgens alsnog te doden.
Als Joe later een nieuw doel krijgt, blijkt dit zijn toekomstige versie te zijn. Joes oudere ik (Bruce Willis) weet echter te ontsnappen doordat de hedendaagse Joe te lang aarzelt. Later in een eetgelegenheid vertelt de oude Joe dat de Rainmaker hem wilde terugsturen om gedood te worden en dat zijn vrouw werd gedood tijdens zijn arrestatie. De oude Joe overmeesterde uiteindelijk zijn ontvoerders en stuurde zichzelf terug in de tijd met het doel om de Rainmaker als kind te doden. De oude Joe vertelt ook dat zijn huidige herinneringen gebaseerd zijn op zijn eigen leven. Echter, als de huidige Joe een ander wandelpad kiest, zal de oude Joe die herinneringen mettertijd ook krijgen. De hedendaagse Joe probeert de oude Joe te doden om zo aan zijn contract te kunnen voldoen, maar beiden worden gedwongen te vluchten als ze worden aangevallen door de Gat-mannen. Tijdens de slag scheurt er een stuk van de kaart die de oude Joe bij zich had. Op het stukje kaart staat een locatie gemarkeerd en een tekenreeks van cijfers.
Joe volgt de kaart en komt uit bij een boerderij waar Sara Rollins (Emily Blunt) met haar zoon Cid woont. Als Joe Sara het papier toont, herkent Sara de cijfers als de verjaardag van Cid en het serienummer van het ziekenhuis waar hij geboren werd. Het blijkt dat die dag drie kinderen in dat ziekenhuis werden geboren waarvan Cid er een van is. De oude Joe is van plan alle drie de kinderen te doden om zo te voorkomen dat een van de drie tot de Rainmaker zal opgroeien. Als de twee een hechtere band krijgen, leert Joe dat Sara telekinetische krachten heeft en dat Cid voor het grootste gedeelte door Sara's zus is opgevoed, met als gevolg dat hij niet gelooft dat Sara zijn echte moeder is.
Op een dag worden ze bezocht door Gat-man Jesse Goldhar die aan Sara vraagt wat zij weet over Joe: ze liegt dat ze hem niet kent en dat haar zogezegde man met hun zoon naar de stad is. Jesse gelooft dit in eerste instantie, maar komt later terug. Tijdens dat bezoek valt Cid van de trap en blijkt dat hij ook telekinetische krachten heeft: hij verliest controle over deze krachten waardoor hij niet alleen Jesse ombrengt, maar zowat het hele huis opblaast. Sara weet Joe nog net op tijd te redden en vertelt dat haar zus ook werd vermoord doordat Cid zijn controle over de telekinetische krachten verloren had. Nu Joe weet dat Cid uiteindelijk zal uitgroeien tot de Rainmaker, weet de toekomstige versie van Joe dat ook en weet hij dus welk kind hij moet hebben. Echter wordt de oude Joe gevangengenomen.
Joe zegt dat Sara en Cid moeten vluchten, omdat hij vermoedt dat zijn werkgevers of de oude versie van Joe naar de boerderij zal komen. Ondertussen ontsnapt de oude Joe en hij doodt Abe en alle Gat-mannen. Ook Kid Blue wordt geraakt, maar blijkt dit te hebben overleefd.
De oude Joe gaat naar de boerderij waar hij onderweg wordt opgewacht door de hedendaagse versie van Joe. De oude versie probeert de jonge Joe ervan te overtuigen dat hij dit moet doen om te zorgen dat zijn vrouw niet wordt vermoord. Niet veel later valt Kid Blue aan, maar wordt gedood door de hedendaagse Joe. Oude Joe is er echter vandoor gegaan om een poging te doen Cid te doden. Echter verliest Cid de controle over zijn krachten, maar wordt gerustgesteld door Sara waarbij hij beseft dat zij wel degelijk zijn moeder is. Oude Joe doet vervolgens opnieuw een poging om Cid te vermoorden, maar Sara staat tussen hen zodat hij kan ontsnappen. De hedendaagse Joe realiseert zich dat wanneer oude Joe Sara doodt, hij er juist voor zorgt dat Cid in de toekomst tot de Rainmaker zal uitgroeien. Met oude Joe buiten het bereik schiet Joe zichzelf dood. Door deze zelfmoord bestaat de oude versie ook niet meer en verdwijnt deze in het niets. Hierdoor zal ook Sara blijven leven en er alles aan doen om Cid niet te laten uitgroeien tot de Rainmaker.

## Cast
- Joseph Gordon-Levitt als Joe Simmons
- Bruce Willis als Joes oudere ik.
- Emily Blunt als Sara
- Paul Dano als Seth
- Noah Segan als Kid Blue
- Piper Perabo als Suzie
- Jeff Daniels als Abe
- Pierce Gagnon als Cid
- Xu Qing als Joes vrouw
- Tracie Thoms als Beatrix
- Frank Brennan als Seths oudere ik
- Garret Dillahunt als Jesse
- Nick Gomez als Dale
- Marcus Hester als Zach